# Maurica monticola
Maurica monticola là một loài bướm đêm thuộc phân họ Arctiinae, họ Erebidae.